# Apalaches
Apalaches o montes Apalaches (en inglés: Appalachian Mountains o Appalachians; en francés: Appalaches) es una importante cordillera ubicada en el este de Norteamérica. Se extiende desde la isla de Terranova, en Canadá, pasando por la colectividad de ultramar francés de San Pedro y Miquelón, hasta Alabama en los Estados Unidos, aunque su parte más septentrional termina en la península de Gaspé, en Quebec. Constituye el elemento morfológico más sobresaliente de la parte oriental de América Septentrional.
Se originó en antiguas montañas formadas en el periodo Paleozoico con relieves suavizados por la prolongada acción de agentes exógenos. El sistema está dividido en una serie de cordilleras, en las que la medida de altura de los picos es de unos 1000 m s. n. m. (metros sobre el nivel del mar). La cima más elevada es el monte Mitchell, en Carolina del Norte, mide 2037 m. s. n. m. y es el punto más alto de los Estados Unidos al este del río Misisipi y de todo el este de Norteamérica.
Los Apalaches se formaron por primera vez hace unos 480 millones de años, durante el Ordovícico. Llegaron a alcanzar elevaciones similares a las de los Alpes y las Montañas Rocosas antes de experimentar la erosión natural. La cadena de los Apalaches es una barrera para los viajes de este a oeste, ya que forma una serie de crestas y valles alternos orientados en oposición a la mayoría de autopistas y  ferrocarriles que van de este a oeste.
Las definiciones varían en cuanto a los límites precisos de los Apalaches. El U.S. Geological Survey (USGS) define las tierras altas de los Apalaches como división fisiográfica formadas por 13 provincias: Tierras Altas de la Costa Atlántica, Atlántico Oriental de Terranova, Tierras Altas Marítimas de Acadia, Llanura Marítima, Montañas de Notre Dame y Mégantic, Montañas Occidentales de Terranova, Piedemonte, Cordillera Azul, Valley and Ridge, Valle del San Lorenzo, Meseta de los Apalaches, y provincia de Nueva Inglaterra. Los Apalaches no incluyen los Montes Adirondack, una cordillera distinta y creciente que forma parte del Escudo Canadiense y pertenece a la Orogenia de Grenville.

## Descripción general
La cordillera se encuentra principalmente en Estados Unidos, aunque se extiende hacia el sureste de Canadá, formando una zona de 100 a 300 mi (160,9 a 482,8 km) de ancho, que va desde la isla de Newfoundland 1500 mi (2414,0 km) hacia el suroeste hasta Alabama central en Estados Unidos. La cordillera abarca partes de las islas de San Pedro y Miquelón, territorio de ultramar de Francia. El sistema está dividido en una serie de cordilleras con montañas individuales de unos 3000 pies (914,4 m). El punto más alto del grupo es el Monte Mitchell en Carolina del Norte con 6684 pies (2037 m), que es el punto más alto de Estados Unidos, al este del río Misisipi.
El término Apalaches se refiere a varias regiones diferentes asociadas con la cordillera. En términos más generales, se refiere a toda la cordillera con sus colinas circundantes y la región de la meseta disecada. A menudo, el término se utiliza de forma más restrictiva para referirse a las regiones del centro y el sur de los Montes Apalaches, que suelen incluir zonas de los estados de Kentucky, Tennessee, Virginia, Maryland, Virginia Occidental y Carolina del Norte, y a veces se extienden hacia el sur hasta el norte de Alabama,  Georgia, y el oeste de Carolina del Sur, y tan al norte como Pensilvania, el sur y el centro-este de Ohio, la parte baja de Nueva York y la región Southern Tier de Nueva York.
Las Montañas Ouachita de Arkansas y Oklahoma también formaban parte originalmente de los Apalaches, pero se desconectaron a lo largo de la historia geológica.

## Etimología

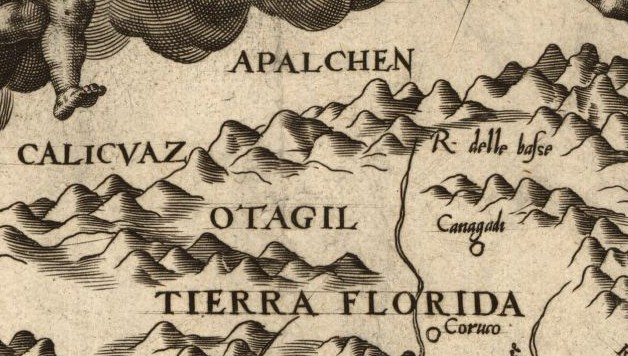
Mapa del hemisferio occidental de 1562 de Diego Gutiérrez, mostrando por primera vez en la cartografía el nombre Apalaches ("Apalchen", en ortografía hispana del S. XVI). Detalle de su Americae sive qvartae orbis partis nova et exactissima descriptio

Con la exploración tierra adentro en la costa norte de la Florida en 1528, los miembros de la expedición de Pánfilo de Narváez, como Álvar Núñez Cabeza de Vaca, encontraron un pueblo nativo americano cerca de la actual Tallahassee (Florida), cuyo nombre se transcribe como Apalchen o Apalachen. El nombre fue modificado luego por los españoles al actual Apalache y se usa como un nombre para la tribu y la región de elevaciones, tierra adentro hacia el norte. La Expedición de Narváez entró por primera vez en territorio Apalache el 15 de junio de 1528 y aplicó el nombre. Ahora se escribe en inglés como Appalachian, siendo el cuarto nombre europeo más antiguo que se conserve en la actualidad en Estados Unidos.

## Geografía

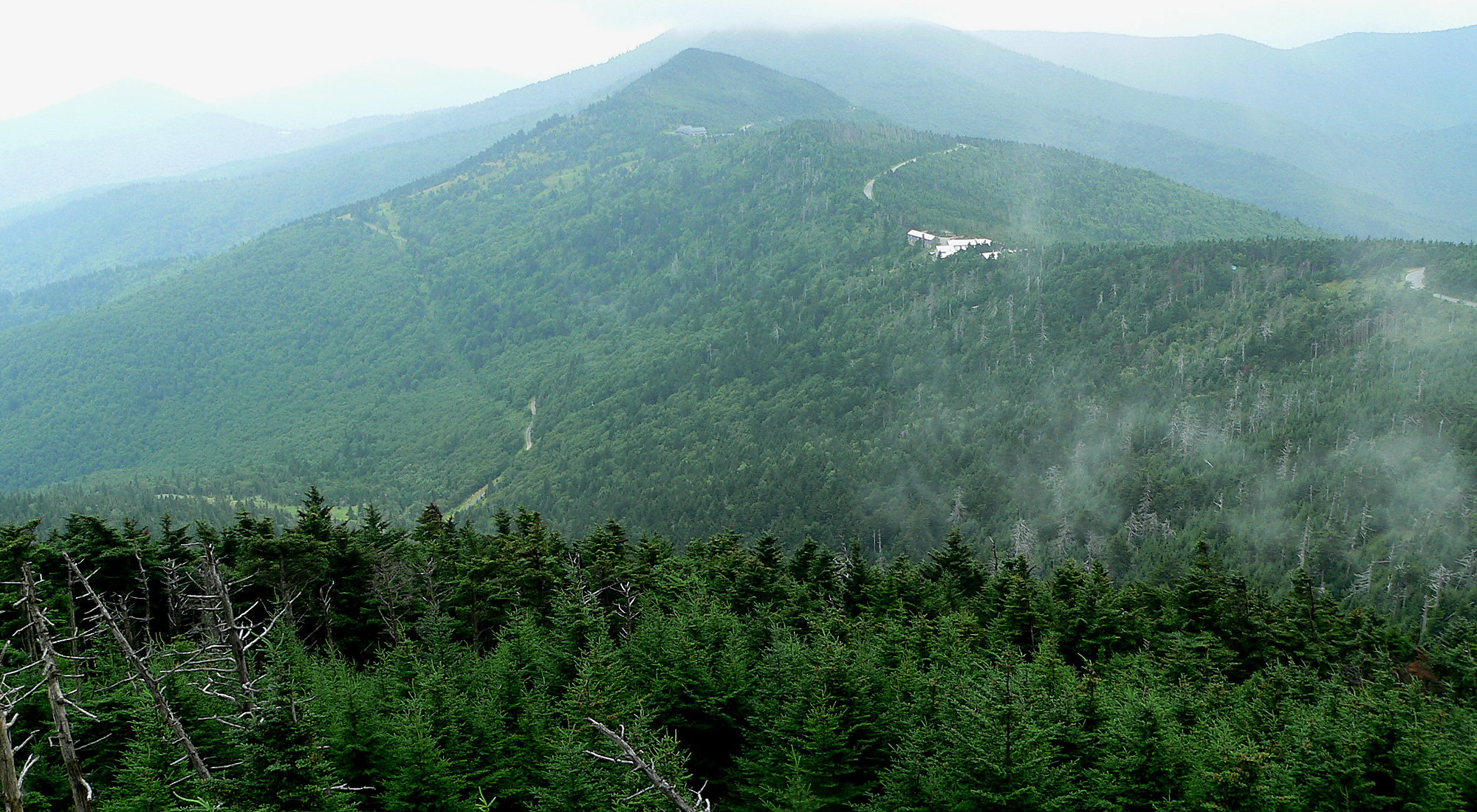
Monte Mitchell en Carolina del Norte.

La cordillera se divide en dos, Apalaches del Norte y Apalaches del Sur, por las montañas de Adirondack y el río Hudson.

### Apalaches del Norte
- Origen: Paleozoico.
- Plegamiento: Caledónico.
- Economía: zona rica en carbón y hierro, que fomenta una importante industria siderúrgica y metalúrgica.
- Bioma: el clima propicia un tipo de ecosistema, de bosque templado, de tipo caducifolio.
- Población: se encuentra en la Llanura Atlántica, es una de las llanuras más pobladas del mundo, con ciudades como Nueva York, Boston, Washington, y Filadelfia.

### Apalaches del Sur
La cordillera, en la parte sur, se ensancha y, debido al clima del sur costero atlántico, estas montañas tienen valores diferentes a los del norte.
- Plegamiento: varíscico o hercínico.
- Clima: templado húmedo y costero.
- Erosión: fluvial, eólica y glacial.
- Características: de él bajan numerosos ríos hacia el océano Atlántico, en forma torrentosa, aprovechados para producir energía hidroeléctrica.
- Bioma: Bosque caducifolio.
- Yacimientos de hierro y carbón.

#### Relieve
Se encuentra en el noreste de América del Norte, montañas antiguas y bajas de la era paleozoica, plegadas durante los ciclos orogénicos Caledónico (sector Norte) y Varíscico (sector Sur), levemente re ascendidas durante la era Cenozoica. Norte erosionado por glaciares del Cuartico y la erosión eólica, pluvial y fluvial continúa. Las laderas orientales caen abruptamente hacia la llanura Atlántica por lo que los ríos forman saltos que son aprovechados para producir energía.

### Regiones

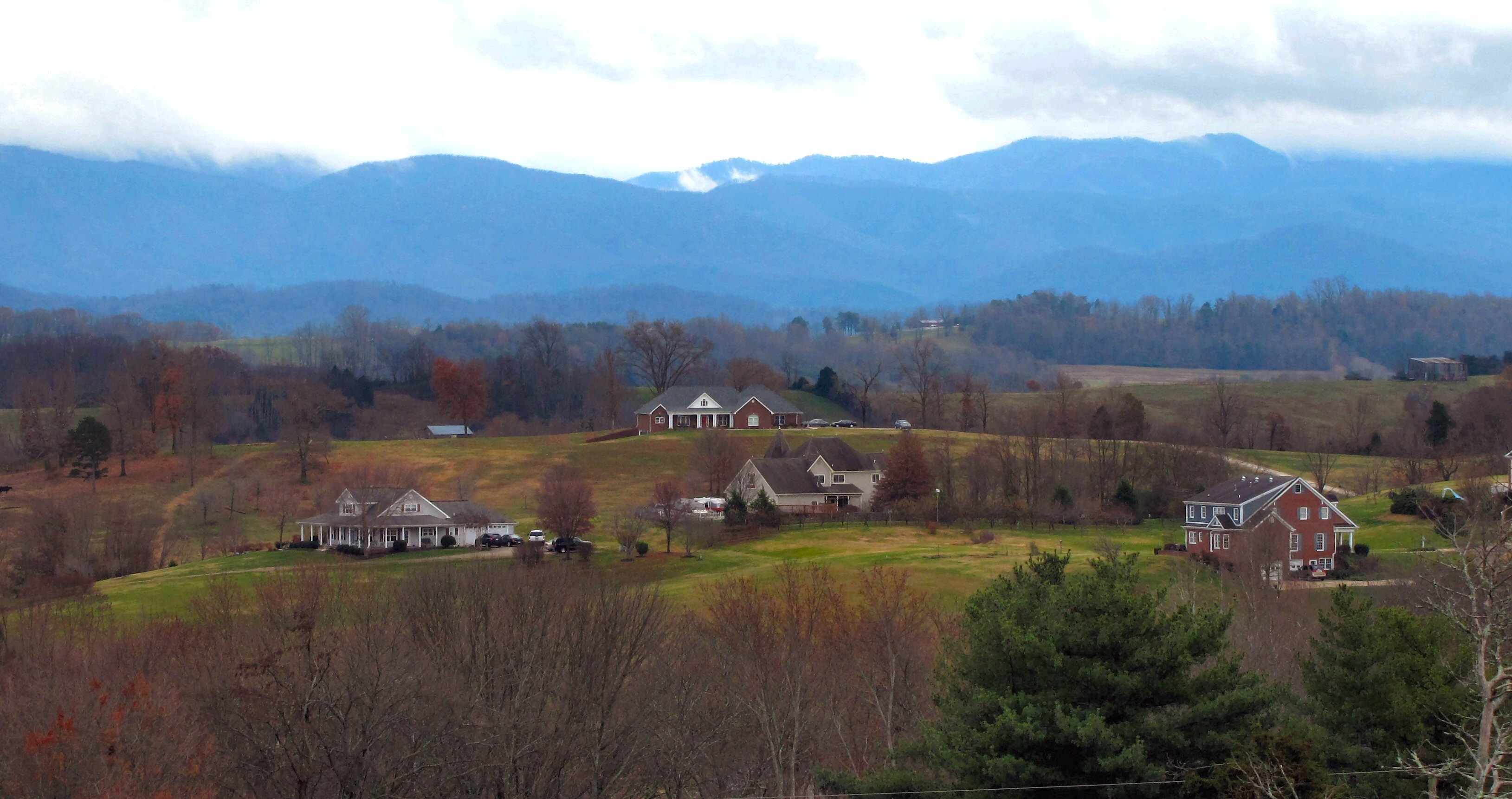
Bald Mountains en Tennessee

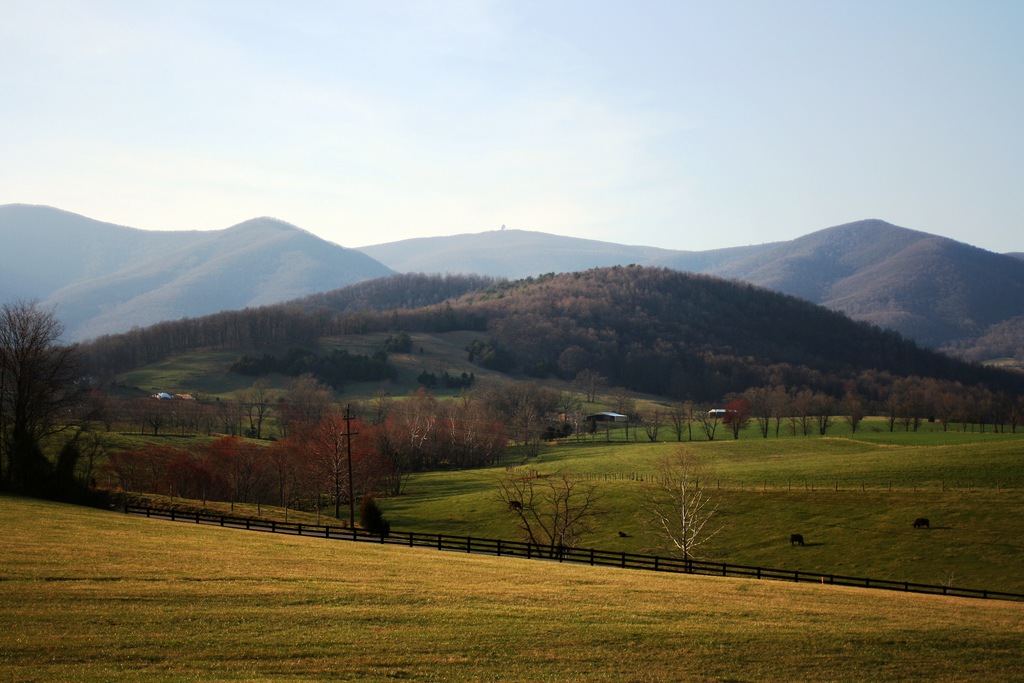
Apple Orchard Mountain peak in the Blue Ridge Mountains, which stretch from southern Pennsylvania in the north through Georgia in the south

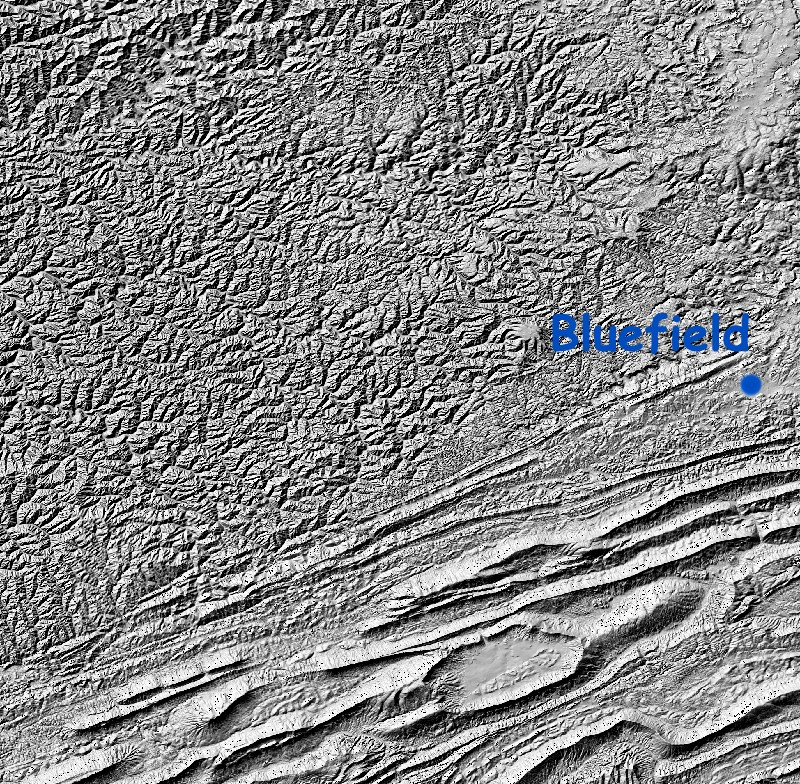
Shaded map of the Cumberland Plateau and Ridge-and-Valley Appalachians on the Virginia–West Virginia border

Los Montes Apalaches comprenden tres secciones principales:
- Norte: La sección norte va desde las Provincia canadiense de Terranova y Labrador hasta el río Hudson. Incluye las Montañas Long Range y las Montañas Annieopsquotch en la isla de Terranova, la Colectividad Territorial Francesa de San Pedro y Miquelón al suroeste de Terranova, las Montes Chic-Chocs y las Sierra Notre Dame en Quebec y Nuevo Brunswick, elevaciones dispersas y pequeñas cordilleras en otras partes de Nueva Escocia y Nuevo Brunswick, las Montañas Longfellow en Maine, las Montañas Blancas en Nuevo Hampshire, las Green Mountains en Vermont, y Los Berkshires en Massachusetts y Connecticut. Las Montañas Metacomet Ridge en Connecticut y el centro-sur de Massachusetts, aunque están contenidas dentro de la provincia de los Apalaches, es un sistema más joven y no está geológicamente asociado con los Apalaches. Las Colinas de Montérégie, que atraviesan las Green Mountains en Quebec, tampoco están asociadas a los Apalaches. Las Montañas Adirondack de Nueva York se incluyen a veces en los mapas de la cadena de los Apalaches, pero en realidad son una prolongación meridional de las Montes Laurentinos de Canadá.[6][7][8]

- Central': La sección central va desde el Valle del Hudson en Nueva York hasta el Río Nuevo pasando por el Valle del Lehigh y el centro de Pensilvania y el oeste de Maryland hasta el oeste de Virginia y Virginia Occidental. La región central comprende los Valley and Ridge entre el Frente Allegheny de la Meseta Allegheny y el Gran Valle de los Apalaches, las Tierras Altas de Nueva York-Nueva Jersey, las Montañas Taconic en Nueva York, y una gran parte de las Cresta Azul. Además de las verdaderas montañas plegadas, conocidas como provincia de cresta y valle, la zona de meseta diseccionada al norte y oeste de las montañas suele agruparse con los Apalaches. Esto incluye las Montañas de Catskill del Bajo Nueva York, las Poconos en Pennsylvania, y la Meseta de Allegheny de la región Southern Tier de Nueva York, el oeste de Pennsylvania, el este de Ohio y el norte de West Virginia.

- Sur: La sección meridional va desde el New River y está formada por la prolongación de las Blue Ridge Mountains, que se divide en el frente occidental de las Blue Ridge (o Unaka) y el frente oriental de las Blue Ridge, los Valley and Ridge, y la Meseta de Cumberland. Esta misma meseta se conoce como Meseta de Cumberland en el sur de Virginia Occidental, este de Kentucky, oeste de Virginia, este de Tennessee y norte de Alabama.

La zona de la meseta disecada, aunque en realidad no está formada por montañas geológicas, se denomina popularmente "montañas", especialmente en el este de Kentucky y Virginia Occidental, y aunque las crestas no son altas, el terreno es extremadamente accidentado. En Ohio y Nueva York, parte de la meseta ha sido roca glaciada, lo que ha redondeado las afiladas crestas y rellenado los valles en cierta medida. Las regiones glaciares suelen denominarse colinas en lugar de montañas.
La región de los Apalaches suele considerarse la divisoria geográfica entre la litoral oriental de Estados Unidos y la región del Midwest del país. La divisoria continental oriental sigue los montes Apalaches desde Pensilvania hasta Georgia.
El Sendero de los Apalaches es una 2175 millas (3500,3 km) ruta de senderismo que recorre todo el camino desde el Monte Katahdin en Maine hasta la Montaña Springer en Georgia, pasando por encima o por delante de una gran parte del sistema de los Apalaches. El Sendero Internacional de los Apalaches es una extensión de esta ruta de senderismo hacia la parte canadiense de la cordillera de los Apalaches en Nuevo Brunswick y Quebec.

## Geología

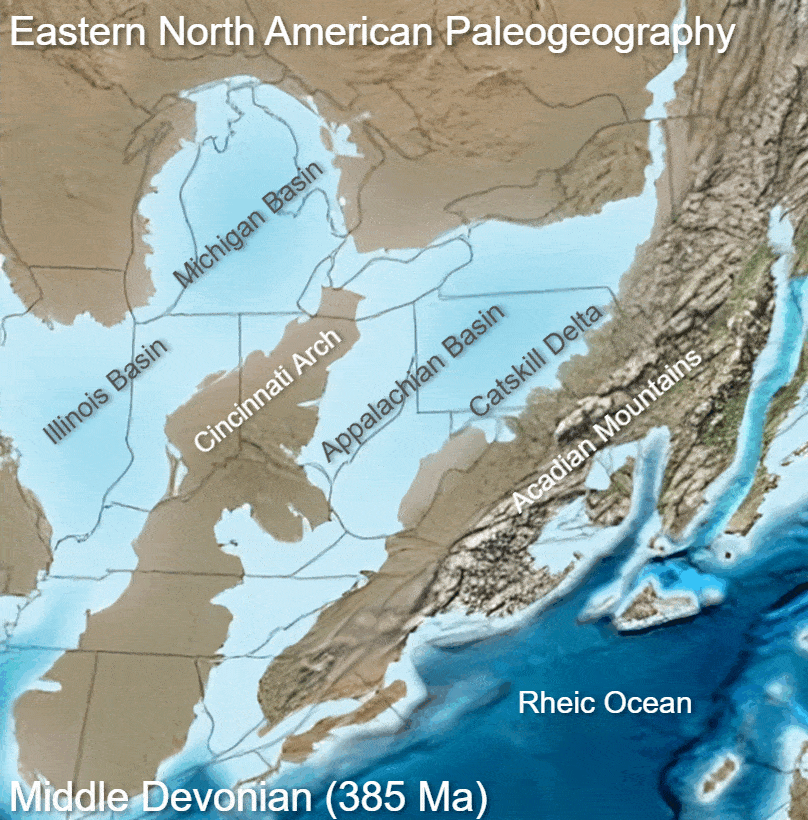
La reconstrucción paleogeográfica que muestra el área de la Cuenca de los Apalaches durante el periodo Devónico Medio.

Una mirada a las rocas expuestas en las montañas Apalaches de hoy pone de manifiesto la forma alargada de los cinturones de pliegues donde se ven rocas sedimentarias marinas, rocas volcánicas y las astillas del suelo marino antiguo, que proporciona una fuerte evidencia de que estas rocas se formaron durante la colisión de placas. El nacimiento de la cordillera, hace unos 480 Ma, marca la evidencia de varias colisiones contra la placa de construcción que culminaron en la construcción del supercontinente Pangea con los Apalaches, cerca del centro. Debido a que América del Norte y África estaban conectados, los Apalaches formaron parte de la misma cadena montañosa que el Atlas, situado hoy en Marruecos. Esta cadena montañosa, conocida como las Montañas del centro de Pangea, se extendieron a Escocia, de la colisión América del Norte-Europa.

### Minerales
Bituminoso. En las montañas de plegamiento el carbón está en forma de metamorfosis como la antracita, representada por la región del carbón en el noreste de Pensilvania. Los campos de carbón bituminoso están al oeste de Maryland, el sudeste de Ohio, Kentucky y Virginia Occidental. 
El descubrimiento en 1859 de cantidades comerciales de petróleo en las montañas de los Apalaches del oeste de Pensilvania comenzó la moderna industria del petróleo de los Estados Unidos. Los recientes descubrimientos de yacimientos comerciales de gas natural en la formación Marcellus Shale, una vez más han centrado la atención de la industria petrolera en la cuenca de los Apalaches.
Algunas mesetas de las montañas Apalaches contienen minerales metálicos como el hierro y el zinc, de los cuales, la gran mayoría están siendo extraídos.

Zonas de los Apalaches del United States Geological Survey de Estados Unidos, de oeste a este: la meseta de los Apalaches, Valley and Ridge, Cordillera Azul y Piedmont